# あしたの勇者たち
『あしたの勇者たち』（あしたのイレブンたち）は、東映動画制作のサッカーを題材としたテレビアニメ。

## 概要
国際児童年記念作品。1979年8月25日から9月7日にかけて日本で開催された1979 FIFAワールドユース選手権に合わせて製作され、同年7月1日（日曜）に日本テレビで14時15分から15時40分まで放送された（『日曜スペシャル』内）。
北海道で生まれ育った野生児が日本ユース代表に抜擢され成長していく内容で、漫画家の本宮ひろ志がキャラクター原案を務めた。『電通とFIFA サッカーに群がる男たち』によれば本宮の起用は、ペレほどの知名度のないユース年代の選手に人々の注目を喚起させる策としてだった。当時、本宮は学園漫画『さわやか万太郎』を連載していたが、本作に先行する形で、ワールドユース選手権にちなんだストーリーを展開している。
また、阿久悠の作詞による主題歌の『陽よりまぶしく風よりはげしく』は1979 FIFAワールドユース選手権のテーマソングとしても使用された。本放送中にはヤンマーディーゼルの釜本邦茂や日本サッカー協会専務理事の長沼健による大会のスポットCMも放送された。
放送終了後、制作に携わった東映動画には世界各国からアニメ放映に関する問い合わせがあったといい、各言語に合わせた吹き替え版が放映された。日本では映像ソフト化されていないが、イタリアでは『11 CAMPIONI』と題してDVD化されている。

## あらすじ
高校生の一本気蹴太は北海道の牧場で妹のユキや恋人の洋子、愛馬のゴールデンレッグスと共に暮らしている。そんなある日、全日本ユース監督の松本と巡回コーチの水木が牧場を訪れると、蹴太の荒削りながら優れた身体能力に着目し、FIFAワールドユース選手権に挑むユース代表に加わるように要請する。蹴太は不幸な生い立ちのため、やさぐれた性格の持ち主であり、松本らの要請に難色を示すが、次第にサッカーに熱意を示すようになる。
蹴太は周囲の後押しもありユース代表に加わると、検見川の合宿所ではチームメイトの冬野や金田、本番に備えた国際親善試合ではサンパウロのミケラス、スペインのケンペス二世と出会う。やがて、蹴太は厳しい特訓の成果として魔球シュート「ウルトラUFOキック」を編み出し、ワールドユース開幕戦でケンペス二世率いるスペインと対戦する場面で物語を終える。

## キャスト
一本気蹴太
声 - 神谷明
本作の主人公。ポジションはディフェンダー。親のない孤児であり、三幌牧場で育った野生児。優れた身体能力を見込まれ、全日本ユースに招集される。
三幌洋子
声 - 吉田理保子
鉄五郎の娘。競走馬のゴールデンレッグスの世話をしている。
松本監督
声 - 内海賢二
全日本ユース監督。蹴太の素質を見込んで代表チームに招集する。
三幌鉄五郎
声 - 八奈見乗児
三幌牧場の主。
ユキ
声 - 潘恵子
蹴太の妹。兄やゴールデンレッグスとともに三幌牧場で暮らしている。
轟田
声 - 玄田哲章
破帽に高下駄履き姿の大柄な男。小谷と行動を共にしている。
小谷
声 - 三ツ矢雄二
元ユース代表。新たに代表入りをした蹴太を呼び出してPK対決を挑む。
冬野
声 - 井上和彦
ユース代表であり蹴太のルームメイト。ポジションはディフェンダー。大会直前にメンバーから外れ帰郷する。
金田
声 - 石丸博也
ユース代表であり蹴太のルームメイト。ポジションはディフェンダー。
水木伸
声 - 青野武
北海道地区の巡回コーチで、松本の後輩。蹴太の才能を見出す。
コーチ
声 - 加藤修
アナウンサー
声 - 山田俊司
アナウンサー
声 - 村山明
ナレーター
声 - 金内吉男

## スタッフ
- 監督:森下孝三
- 企画:栗山富郎
- 脚本:松岡清治
- 作画監督:白梅進
- 場面設定:亀崎経史
- 美術監督：松宮正純
- 原画：富永貞義、青山充、石野博之、田辺由憲、都丸保
- 動画：大塚伸治、高橋正、国島龍二、佐藤弘美、三浦義也、上杉遵二
- 仕上：鈴木敏夫、斉藤ひろこ、関根淑子、田中美加、篠田幸恵、白川多恵
- 背景：加藤隆文、川村静子
- 撮影：荻原亨、森田俊昭
- 絵コンテ:吉田浩
- 演出助手:岡崎幸男、大滝勝之
- 記録：黒石陽子
- 編集：鳥羽亮一
- 録音：神原広巳
- 音響効果：伊藤道広
- 録音スタジオ：タバック
- 現像：東映化学
- 制作:今田智憲
- 製作進行:栗山美秀
- 製作担当:岸本松司

## 主題歌
オープニング『陽よりまぶしく風よりはげしく』
作詞 - 阿久悠 / 作曲 - 滝沢洋一 / 編曲 - 深町純 / 歌 - とし太郎&リバーサイド